# Arabesque
Arabesque (Arabesco) es una película de 1966, dirigida por Stanley Donen y protagonizada por Gregory Peck y Sophia Loren. Escrita por Mitchell Juliano, Stanley Price y Peter Stone, está basada en Cypher, una novela de Alex Gordon de 1961. Se la considera como una versión psicodélica de Charada (1963) y es descrita como hitchcockiana, ya que su protagonista es un hombre inocente empujado a situaciones peligrosas y extraordinarias. 
Arabesco se rodó en Technicolor y Panavision y fue distribuida por Universal Pictures.

## Argumento
Durante una misión encubierta, Sloane (John Merivale) mata al profesor Ragheeb (George Coulouris), un profesor de la Oxford University experto en jeroglificos y roba un mensaje encriptado. Sloane cambia de plan y le propone al profesor David Pollock (Gregory Peck), colega de Ragheeb, para que se cite con el siniestro magnate Nejim Beshraavi (Alan Badel). David ve algo raro y rechaza la oferta pero después de ser forzado a subir a un Rolls-Royce Phantom IV, donde están el primer ministro de un país de Medio Oriente Hassan Jena (Carl Duering) y su embajador en Gran Bretaña, Mohammed Lufti (Harold Kasket) le presionan de tal modo que decide aceptar.
En la mansión del millonario, Beshraavi quiere que David descodifique una inscripción, pero la novia del sujeto, Yasmin Azir (Sophia Loren), le previene: en cuanto resuelva el enigma Beshraavi le matará. Beshraavi resulta ser el jefe de Sloane. David, precavido, esconde la inscripción en el envoltorio de un caramelo y escapa de Beshraavi fingiendo que Yasmin es su rehén, cuando en realidad se han hecho amigos. Un matón llamado Mustapha (Larry Taylor) les persigue hasta el zoológico, solo para morir a manos de un falso "Inspector Webster" (Duncan Lamont) que luego deja inconsciente a David de un golpe.
David despierta en una furgoneta junto a Webster, Yasmin y otro de los que van tras el código, Yussef Kassim (Kieron Moore). David ve que su bolsa de caramelos está en la furgoneta y consigue engañar a Yussef que le libera, tirandole del vehículo.
Al día siguiente Yasmin irrumpe en el apartamento de David y le cuenta que se ve obligada a trabajar para Yussef porque este retiene a su madre y a sus hermanas como rehenes.
David y Yasmin descubren que Webster juega a dos bandas. Le siguen hasta las carreras de Ascot y ven que lleva la bolsa de caramelos sin sospechar que el código está en ella. Tras una pelea se hacen con el.
David hace copia del cifrado y se envía a sí mismo por correo el papel original y visita a la señora Ragheeb (Malya Nappi) quien examina una de las copias y la rompe furiosa, advirtiéndole que es algo muy peligroso. También le avisa de que Yasmin no tiene madre ni hermanas, es hija de un general golpista.
Esa noche David, sintiéndose engañado, decide pagar a Yasmin con su misma moneda y le dice que ha descodificado el mensaje, ella se lo cree y poco después Yussef intenta matarla usando una bola de demolición, pero la maneja tan mal que acaba electrocutándose.
David descubre finalmente que el arabesco no quiere decir nada, y que lo único que hace es ocultar un microfilm que avisa del inminente asesinato de Jena.
Yasmin ve en un telediario que Jena acaba de aterrizar en el aeropuerto, corren allí solo para ver que les han engañado otra vez: es un Jena falso, que acaba muerto.
El auténtico Jena está secuestrado por Beshraavi en una granja, la pareja lo libera y los tres huyen montados a caballo mientras Beshraavi Y Sloane los persiguen en un helicóptero. Cuando están sobre el puente de Crumlin, David hace caer una escalera encima de los rotores del helicóptero que se estrella matando a los dos villanos. David y Yasmin acaban haciéndose carantoñas en Oxford.

## Producción

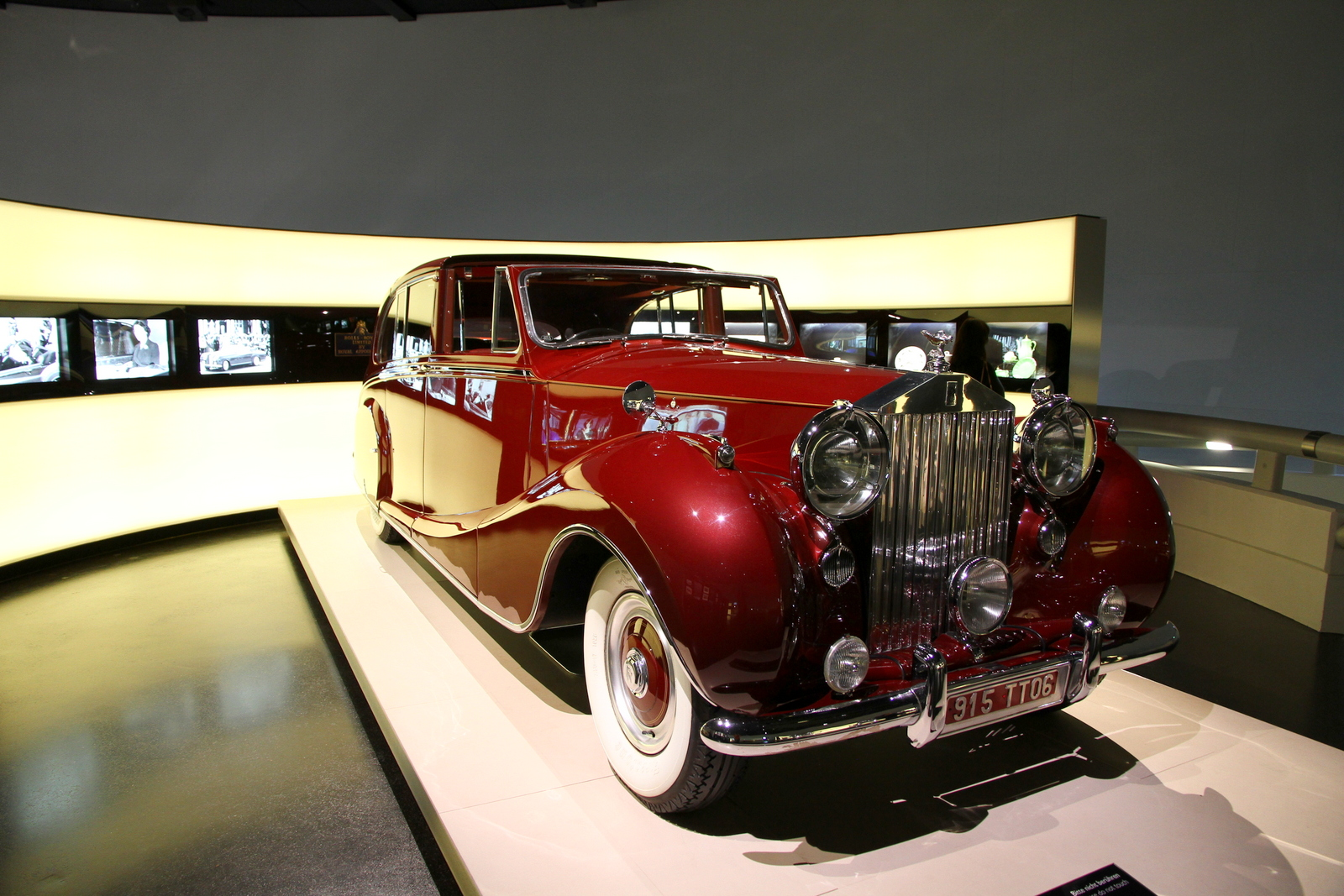
Rolls Royce Phantom IV

El título original para la película era "Crisscross", luego "Cipher" y acabó siendo Arabesque.

El Director/ productor Stanley Donen quería a Cary Grant como protagonista, pero como explicó después:
"[Grant] didn't want to be in it .. It wasn't a good script and I didn't want to make it, but Gregory Peck and Sophia Loren, whom I loved, wanted to be in it and the studio implored me to make it, because, they said, 'It's ridiculous not to make a film with Peck and Sophia.' They said it would make money, and they were right."
Donen Más tarde estimó que se gastó $400,000 solo en el guion y sus numerosas reescrituras. Challis Dijo que "Cuanto más se cambiaba, peor era." Con Peck y Loren ya contratados Donen dijo "Nuestra única esperanza es hacerlo tan excitante que el público no tenga tiempo de preguntarse que esta pasando".

Peter Stone, otro guionista, dijo que Donen "lo rodó mejor que cualquiera de su películas" Donen Describió su técnica: 
I had hoped to avoid any sign of the studio manner this time, so I tried something like the "living camera" technique. The hand-held camera had been used a lot lately, especially in Europe, but the trouble had been too much wobble because the operator has to carry the sheer weight of the camera while he's working. One of our boys had the idea of suspending the camera...to give the operator all the mobility of the hand camera without the weight ... Arabesque is sort of going to the extreme until it almost makes you sick. Granted, we did do some interesting photographic things.
Peck Dijo sobre Donen que:
Stanley had a terrific instinct, like a choreographer, which, of course, he had been.  But even in an ordinary dramatic sequence he'd use the body to punctuate what was happening - standing, relaxing, everything, it was all choreographed. If you look at the picture, we were always moving, because Stanley just wanted to keep the ball in the air the entire time, and he used every camera trick you could think of. He also loved filming Sophia's decolletage and her rear end."
Sophia Loren pidió 20 pares de zapatos para su personaje (con la excusa de que su amante en la película es un fetichista de los pies). En una escena de persecución Peck, lesionado años atrás, no pudo seguir el ritmo de Loren, que tuvo que ir más despacio.
La frase de promoción del film fue «Ultra-mod! Ultra-mad! Ultra-mystery!».

## Recepción
Arabesque Recibió revisiones mixtas o positivas de críticos y audiencia, ganando un 64% en Rotten Tomatoes. Fue un éxito de taquilla.

### Premios y honores
| Premio  | Categoría                           |                     | Resultado |
| ------- | ----------------------------------- | ------------------- | --------- |
| BAFTAS  | Fotografía                          | Christopher Challis | Ganador   |
| BAFTAS  | Montaje                             | Frederick Wilson    | Nominado  |
| BAFTAS  | Diseño de vestuario                 | Christian Dior      | Nominado  |
| Bambis  | Actriz                              | Sophia Loren        | Ganador   |
| Grammys | banda sonora                        | Henry Mancini       | Nominado  |
| Laurels | Laurel dorado a Secuencia de Acción | Gregory Peck        | 5.º lugar |